# Baukommando Becker
Pour les articles homonymes, voir Becker.
Le Baukommando Becker (« détachement de construction Becker ») est une unité de la Wehrmacht pendant la Seconde Guerre mondiale, commandée par le major Alfred Becker et chargée de convertir le parc blindé français pris par les Allemands en 1940.

## Objectifs

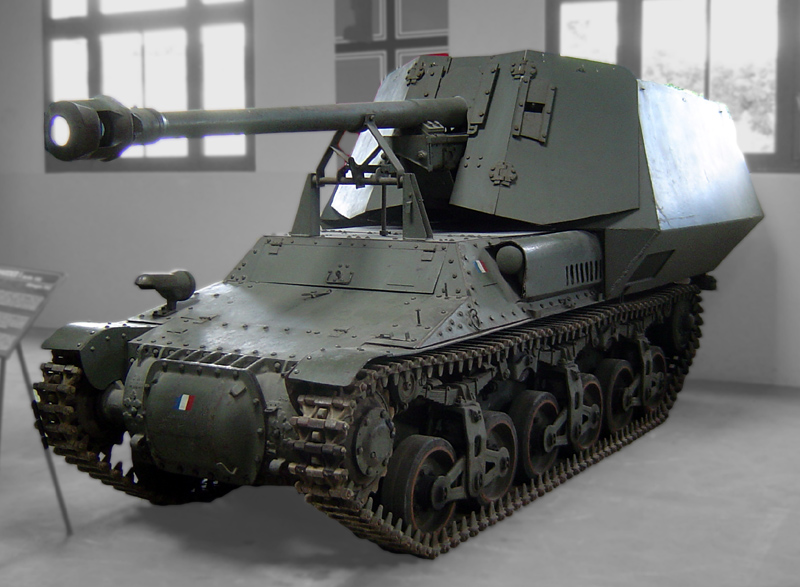
Le Marder I, chasseur de chars allemand, n'est autre qu'une conversion de la chenillette française Lorraine 37L (Musée des blindés de Saumur).

Le matériel de prise français capturé en 1940 est pour une large part obsolète. Il est transformé dans des ateliers à Versailles à partir de 1942. Ainsi, le Baukommando produit une série de Beutepanzer (« blindés de prise ») : à partir de châssis Hotchkiss et Lorraine, il reconstruit des automoteurs d'artillerie et des véhicules antichars. Ceux-ci sont équipés de canons PaK 40 de 75 mm, voire d'autres canons de calibres 105 et 150 mm. À partir d'autres véhicules, le Baukommando produit des Nebelwerfer automoteurs et des transports de troupes. Les ateliers recevaient des usines allemandes des blindages et d'autres équipements. 
Si, au départ, certains des engins produits sont affectés au front de l'Est ou à la campagne de Tunisie, ils serviront pour la plupart à équiper la Panzer Artillerie Brigade, renommée Schnelle Brigade West (« brigade rapide Ouest ») à partir de laquelle sera reconstituée la 21e Panzerdivision qui avait été quasi anéantie en Tunisie. Becker lui-même servira dans cette unité comme commandant du bataillon des canons d'assaut (Sturmgeschütze).

## Un ingénieur au service de la Wehrmacht: Alfred Becker
Alfred Becker est un ingénieur et un officier de réserve dans l'artillerie. Il a servi dans cette arme durant la Première Guerre mondiale. Durant l'entre-deux-guerres, il crée des ateliers, Alfred Becker AG, à Bielefeld. Dès 1938, ses ateliers sont sollicités pour convertir des châssis de Panzer IV en y montant des canons de 150 mm, ce qui deviendra les Hummel. Il fera de même avec le Panzer II, y montant un canon de 105 mm (qui deviendra le Wespe). 
Au début de la guerre, il sert dans l'artillerie de la 227e division d'infanterie. Il participe à la campagne des Pays-Bas et à la campagne de France. Après la victoire éclair allemande, sa division est positionnée au Havre. Becker y récupère divers châssis britanniques abandonnés et avec une unité de génie y monte des canons allemands. En 1942, il fait un court passage sur le front de l'Est puis il est envoyé à Spandau, à l'usine Alkett pour convertir des chenillettes françaises Lorraine en canons automoteurs. Menant à bien sa mission et après avoir présenté ses réalisations devant Hitler en septembre 1942, il est envoyé en France et chargé de convertir le matériel roulant français récupéré en 1940. Il installera son commandement à Maisons-Laffitte dans un ancien camp militaire français, emplacement choisi pour sa proximité avec les usines Hotchkiss.

## Productions

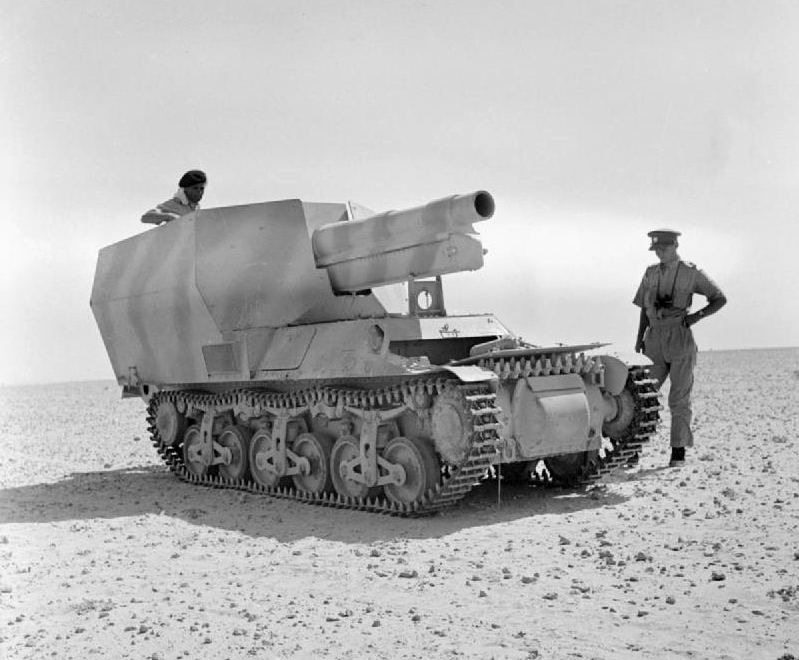
Un SdKfz 135/1 doté d'un canon de 150 mm, capturé lors de la seconde bataille d'El Alamein, 1942.

En juillet-août 1942, le Baukommando Becker convertit entre autres 170 chenillettes Lorraine 37L pour en faire des « 7,5 cm PaK40/1 auf Geschützwagen Lorraine Schlepper (f) » ou Marder I, chasseur de chars doté d'un canon de 75 mm. 
Dans le même temps, 106 autres véhicules servent de base à de l'artillerie automotrice soit 94 « 15 cm sFH13/1 (Sf) auf Geschützwagen Lorraine Schlepper (f) » et 12 « 10,5 cm leFH18(Sf) auf Geschützwagen Lorraine Schlepper (f) ».
30 autres chenillettes sont converties en véhicules d'observation d'artillerie, soit des « Beobachtungswagen auf Lorraine Schlepper (f) ».